# ユーロコプター EC 135
EC135
読売新聞社のEC135 P2「ヘリオス」(JA02YP)
- 用途：輸送, 消防・防災, 警察, 訓練
- 分類：多用途ヘリコプター
- 製造者：ユーロコプター
- 初飛行：1994年2月15日
- 運用状況：現用
- ユニットコスト：約420万ドル

ユーロコプター EC 135（英語: Eurocopter EC 135）は、ユーロコプター（現エアバス・ヘリコプターズ）が生産する双発の汎用ヘリコプターである。警察、救急や輸送など多目的に使用される。計器飛行に対応しており、航法訓練にも利用できる。

## 開発

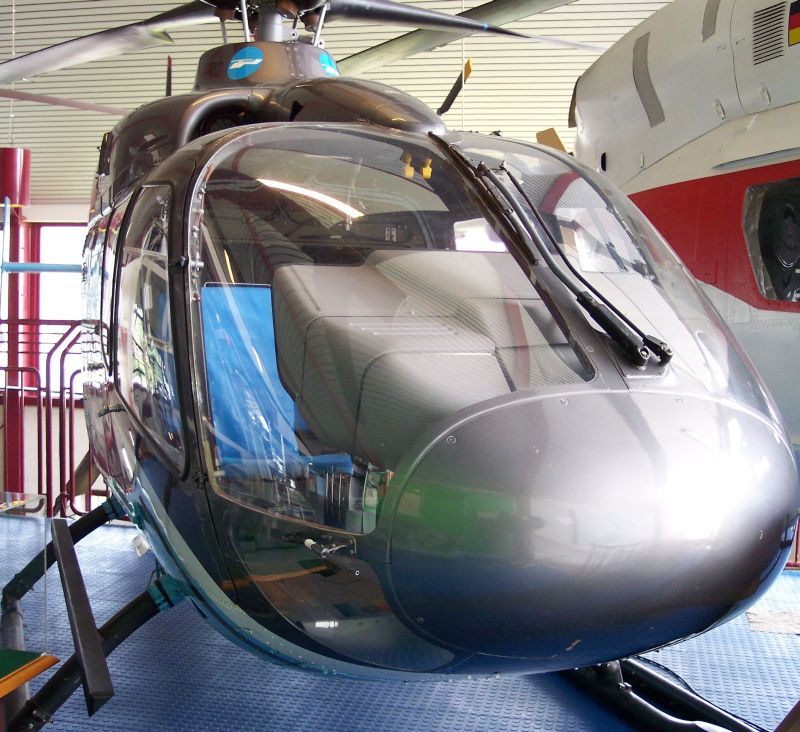
EC135の原型となったMBB Bo 108

EC 135の開発は、ユーロコプター社が構成される前に遡る。メッサーシュミット・ベルコウ・ブローム（MBB）社で1980年代半ばにBo 108の名称で開発が開始されている。それまでのMBB Bo 105と比較し、機内容量も拡大されている。
2基のアリソン250-C20R/1ターボシャフトエンジンを備えた技術実証機('V1')は、1988年10月17日に初飛行し、2番目のBo 108 ('V2')は、1991年6月第5週に完成した。V2は、2基のチュルボメカ アリウス TM319-1Bを備えていた。この両機は、従来型のテールローターを採用した。
その後、MBBとアエロスパシアルのヘリコプター部門が合併してユーロコプター社になるのにあわせ、1992年末、テールローターにフェネストロンが採用された。これは従来のヘリコプターとは違ってヴァーチカルフィン内に回転翼が収められており、接触事故の危険性は減った。安全で静かなテールローターシステムと広々とした室内空間とが組み合わされる事により、EC 135は航空医療用途に普及した。
2機の試作機が生産され、1994年2月15日から4月16日にアリウス2B とプラット・アンド・ホイットニー・カナダ社のPW206B(en)エンジンが試験された結果、古くて非力なアリソン 250エンジンは不採用となった。3機目のヘリコプターは1994年11月28日に完成した。
2014年には、テイルローター部分の設計を一新し、水平尾翼の位置を変更、メインローターブレードを低騒音のブルーエッジに交換したとみられる改良型が確認された。
エアバス・ヘリコプターズへの社名変更に伴い、現在はH135と改称されている。

## 運用

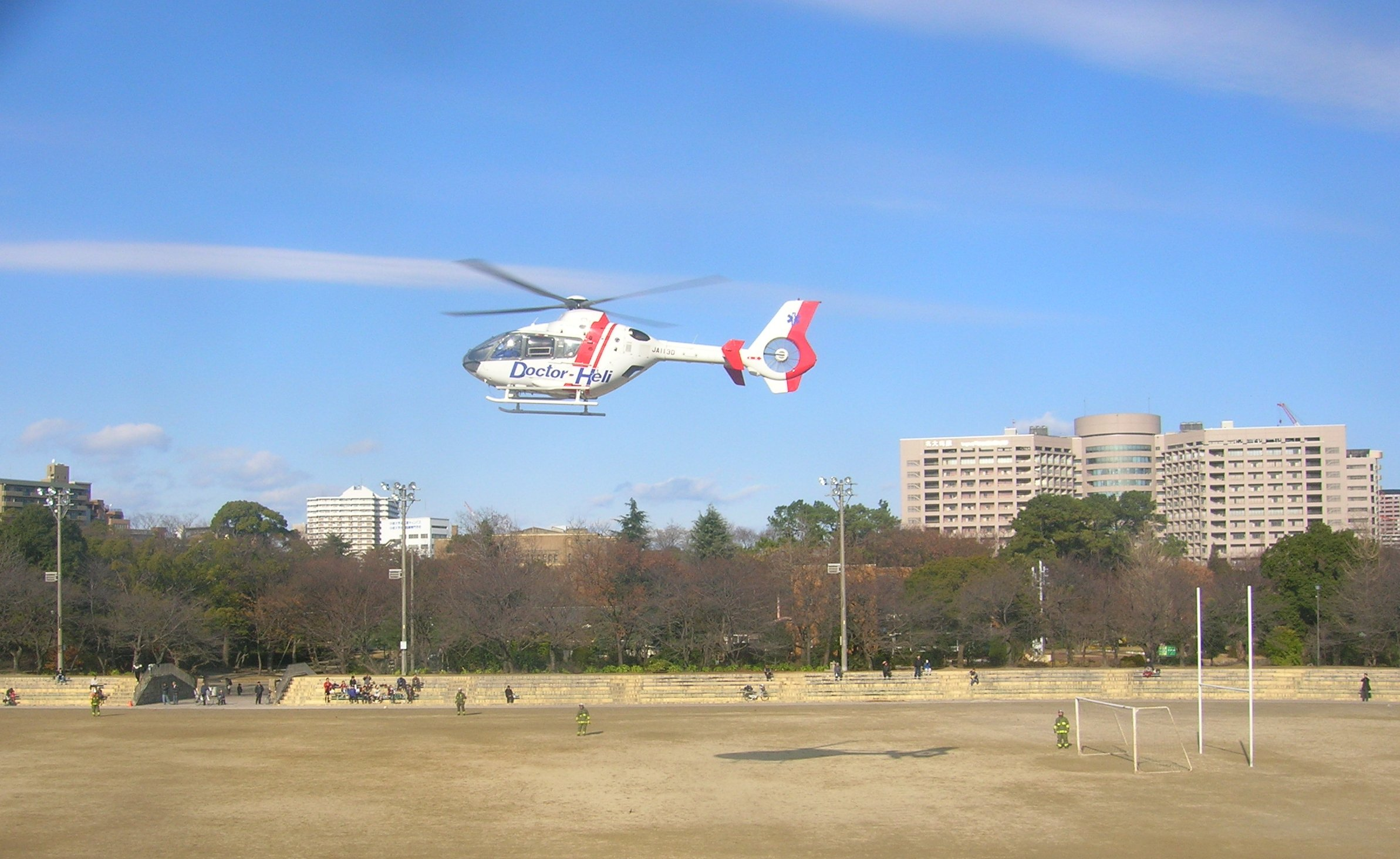
グラウンドに着陸するドクターヘリ

EC 135は、1995年1月にラスベガスのヘリエキスポでデビューした。1600飛行時間を達成したあと、1996年6月16日にヨーロッパのJAAの型式証明を、7月31日にはアメリカ連邦航空局（FAA）の型式証明を受けた。翌8月1日には機体の引渡しが始まり、ドイツ救急飛行隊に2機が納入された。
1999年6月のパリ航空ショーでは量産100号機がバイエルン州警察に引き渡された。この時点では全世界合計で3万飛行時間を越えていた。
2008年には650機以上が生産され、総飛行時間は100万時間に達している。

## 派生型
EC 135 P
プラット・アンド・ホイットニー・カナダ PW206B（621軸馬力）を搭載するモデル。後期型はセンターパネル・ディスプレイシステム（CPDS）を搭載する。最大離陸重量は当初2,631kgだったが、後のモデルで2,721kgに、その後さらに2,835kgへと増加された。
EC 135 T1
チュルボメカ アリウス2B1/2B1A/2B1A1（583軸馬力）を搭載するモデル。その他の仕様はP1に準ずる。
EC 135 P2
片発停止時（OEI）出力を向上させたPW206B（621軸馬力）を搭載するモデル。P1の後継として2001年8月に生産が開始された。
EC 135 T2
片発停止時（OEI）出力を向上させたアリウス2B2（652軸馬力）を搭載するモデル。T1の後継として2002年8月に生産が開始された。
EC 135 P2+
FADECを更新したPW206B2（667軸馬力）を搭載するモデル。最大離陸重量が2,910kgになり、オーバーホール間隔が延長されている。生産はドイツとスペインで行われている。
EC 135 T2+
FADECを更新したアリウス2B2（634軸馬力）を搭載するモデル。その他の仕様はP2+に準ずる。海上自衛隊がTH-135の呼称で、練習機として15機導入した。
EC 135 P2i
P2+の販売名称を変更したモデル。
EC 135 T2i
T2+の販売名称を変更したモデル。
EC 135 P3
FADECを更新したPW206B3（708軸馬力）を搭載するモデル。最大離陸重量は2,980kgに増加した。2014年より市場導入。
EC 135 T3
FADECを更新したアリウス2B2プラス（660軸馬力）を搭載するモデル。それ以外の仕様はP3に準ずる。
EC 635(en)
EC 135の軍用モデル。内装を簡素化し、より多彩な装備や武装を搭載可能にした。ヨルダン、イラク、スイスが採用。現在はH135Mと改称されている。
H135 ジュノー（Juno）
イギリス軍の国防ヘリコプター飛行学校(en)に訓練用として採用された機体の名称。

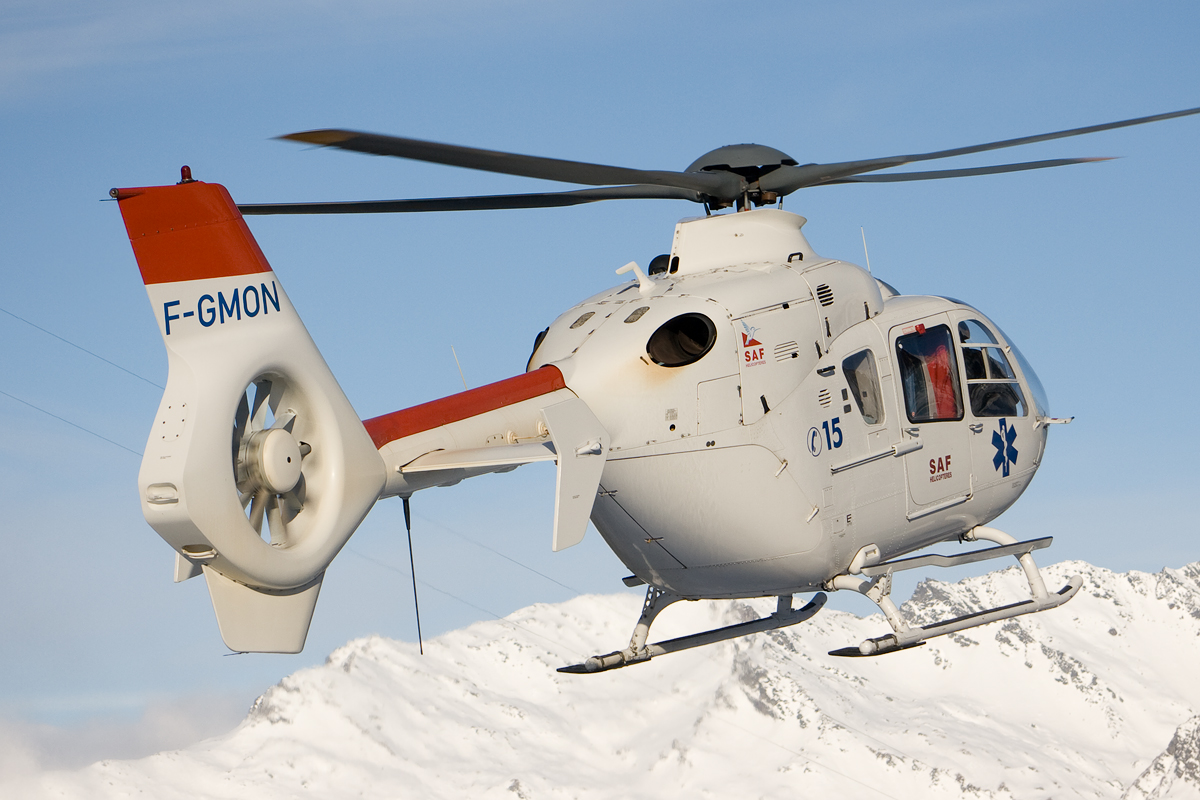
EC 135 T1
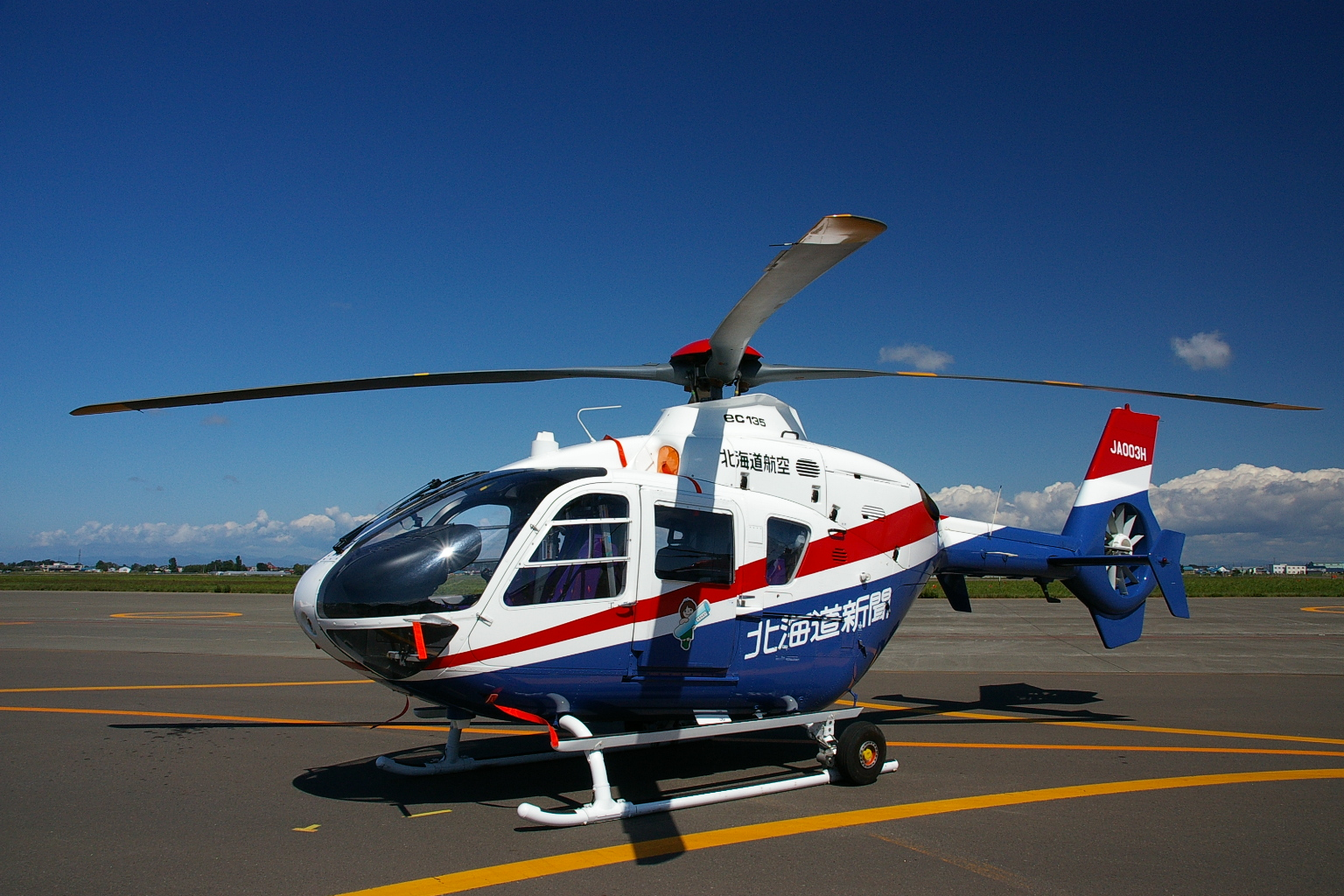
EC 135 T2 北海道新聞取材機 （北海道航空所有）
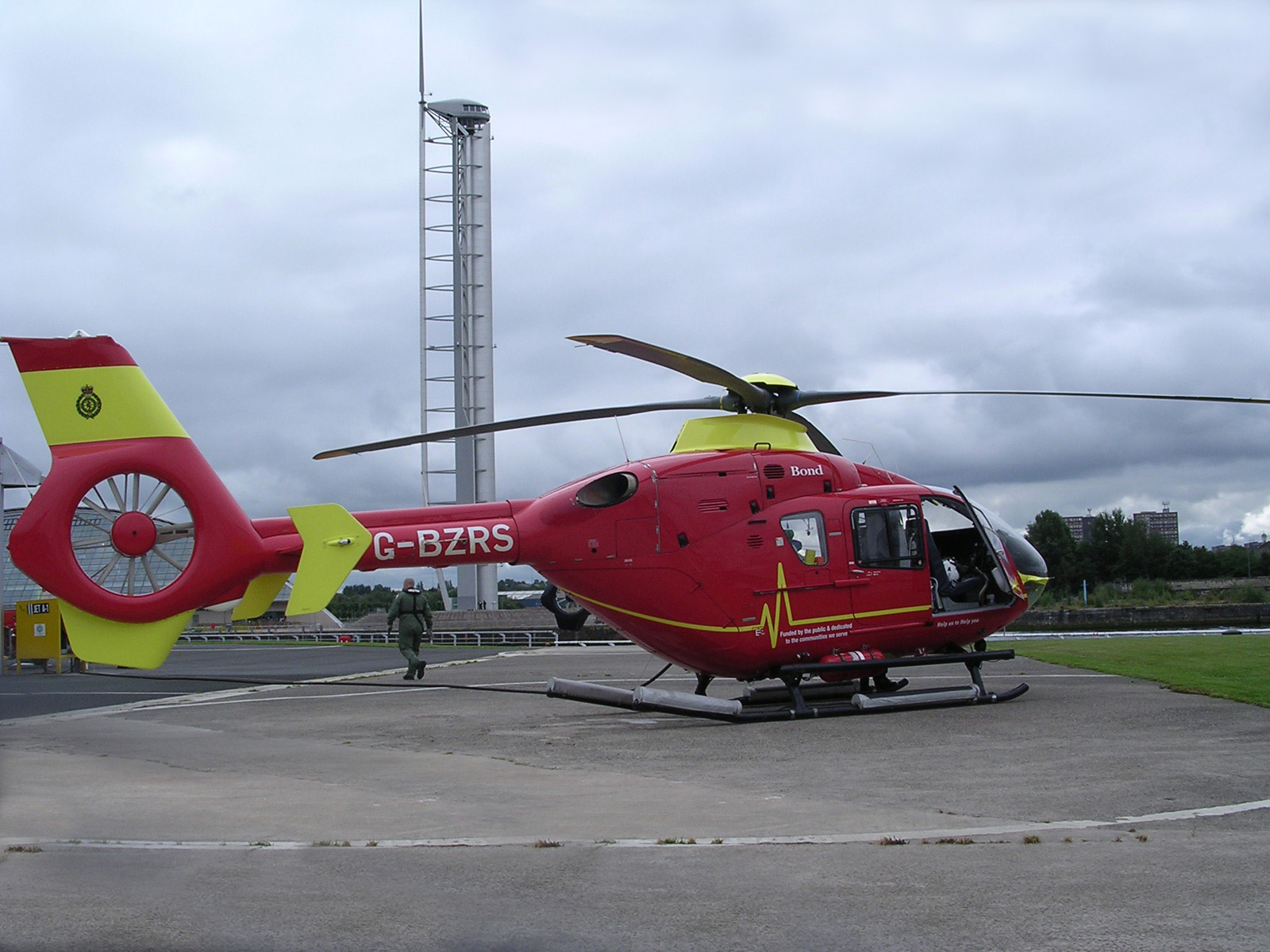
グラスゴーシティ空港でのボンドヘリコプターが運用するEC 135 T2
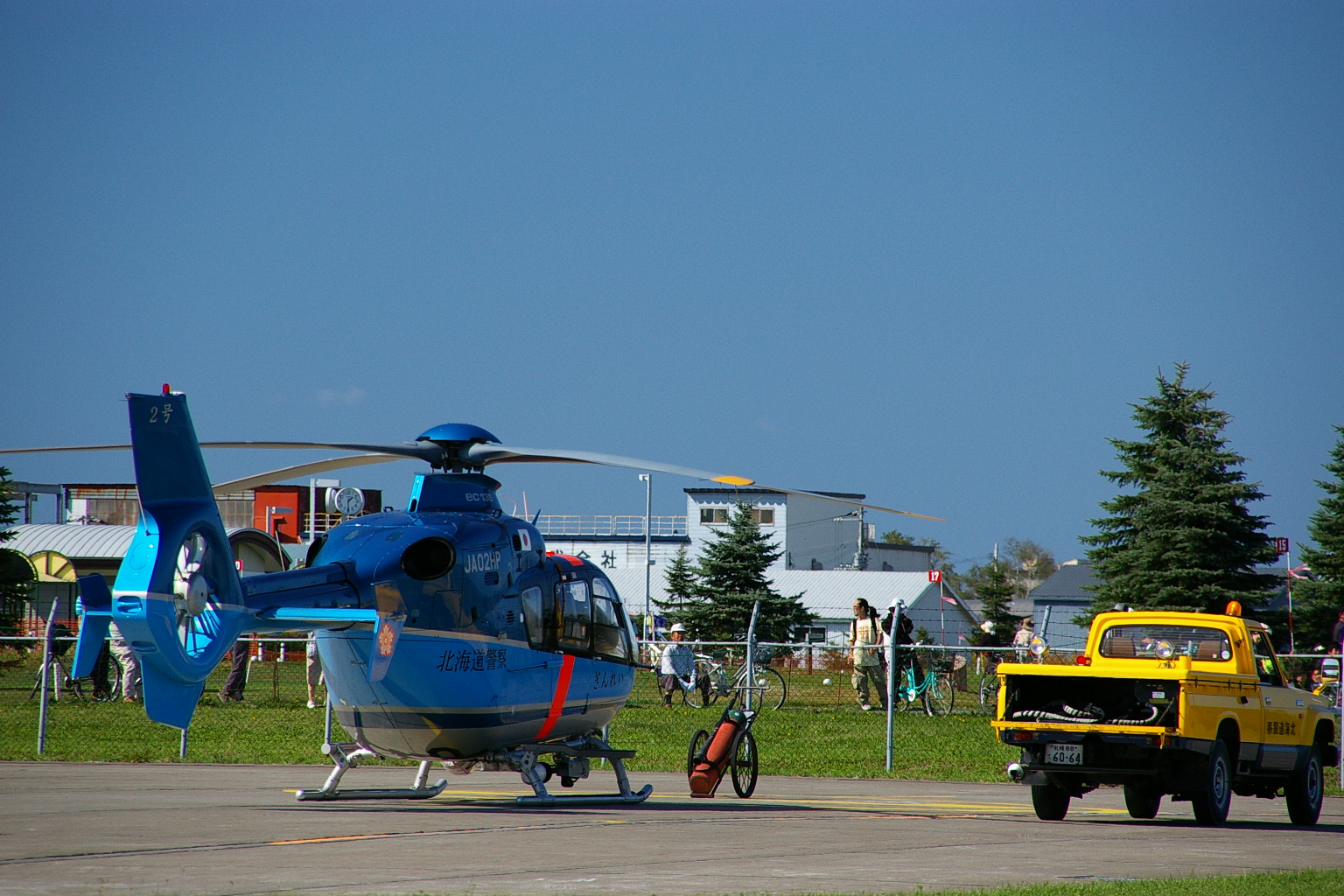
北海道警察ぎんれい2号
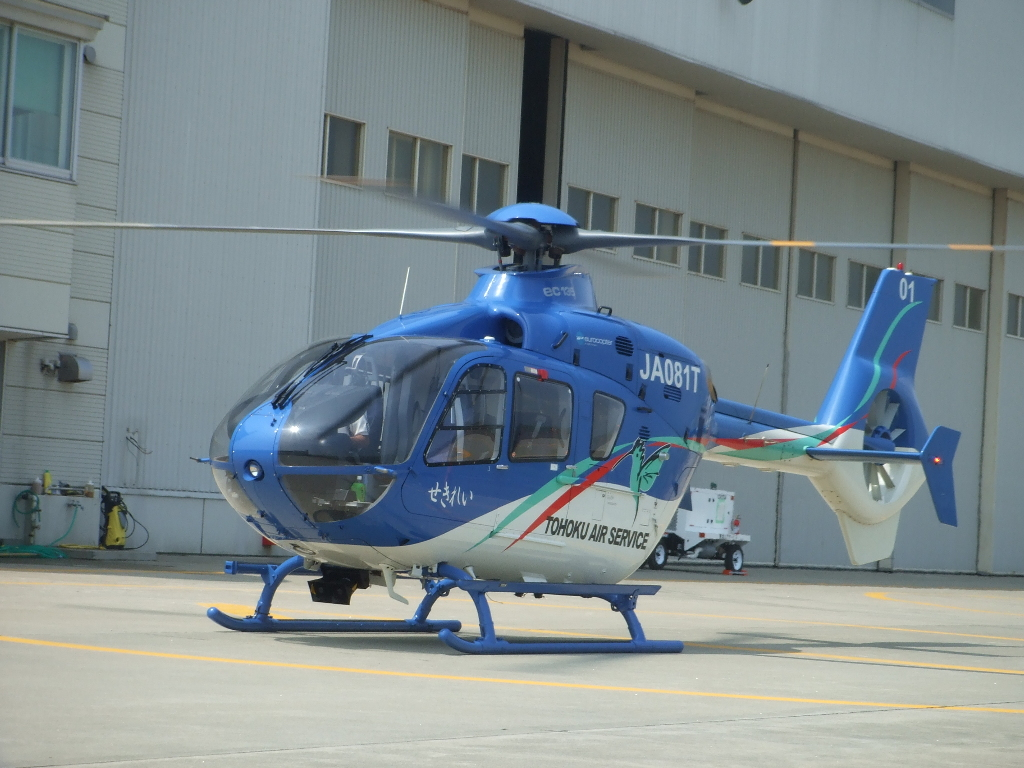
東北エアサービスのEC 135 P2+
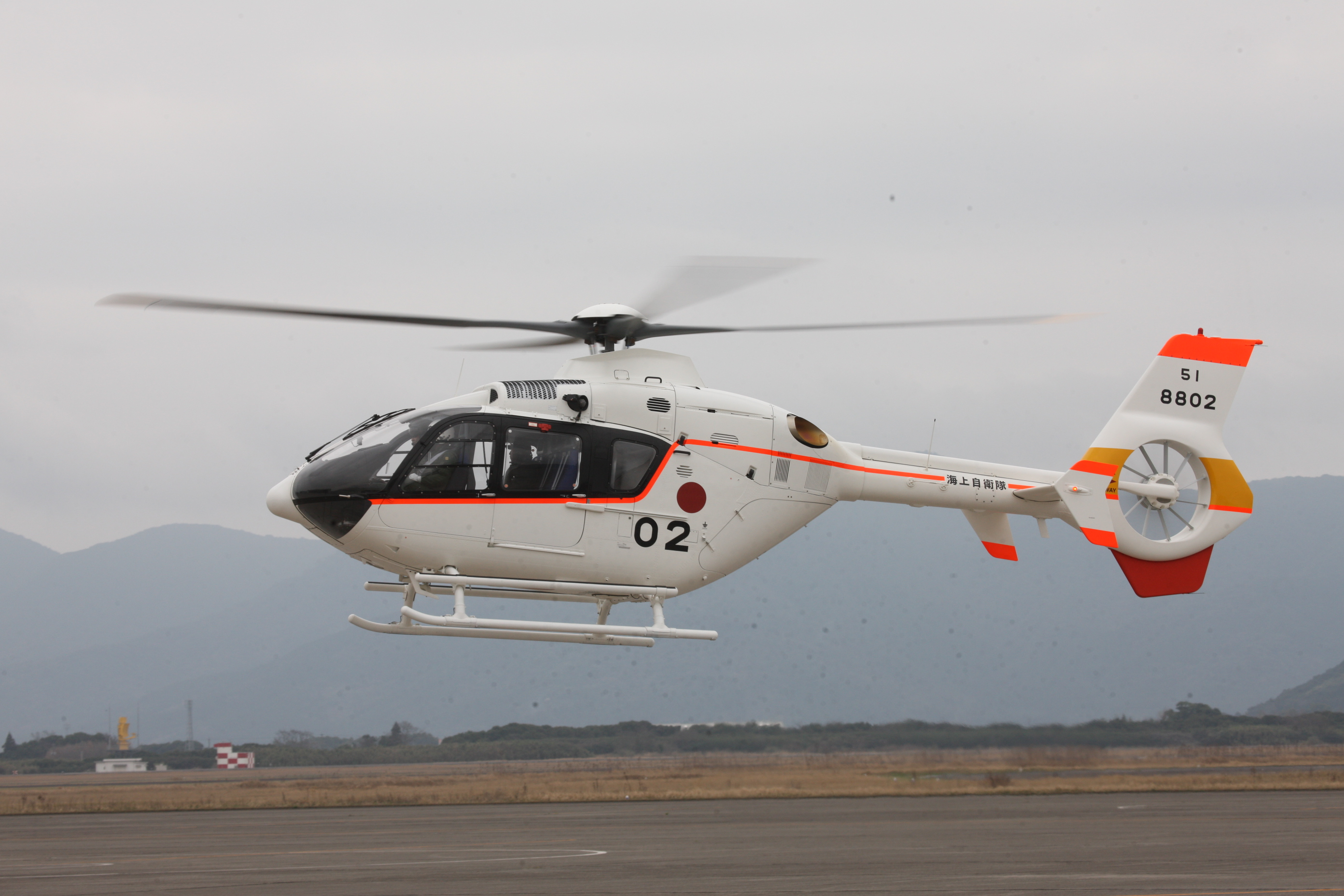
海上自衛隊のTH-135（EC 135 T2+）
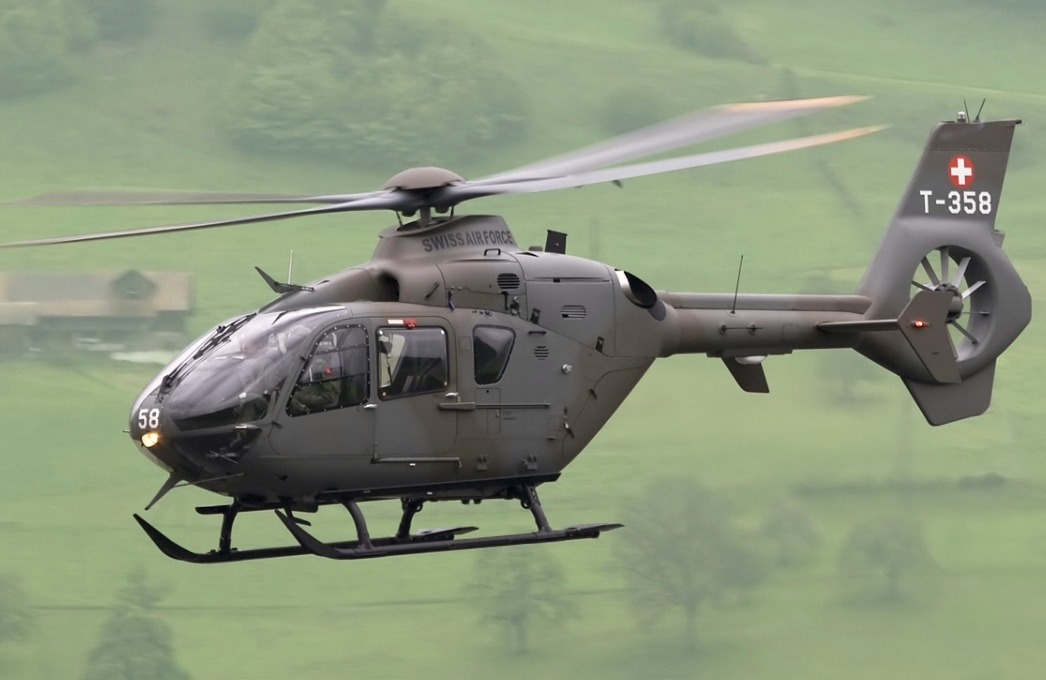
スイス空軍のEC 635

## 運用国

### 軍用
- ブラジル - 2019年2月に、ブラジル海軍がAS355F2（UH-13）の後継として中古のH135を3機発注し、2021年12月までに受領した[6]。
- ガボン - 2024年時点で、ガボン空軍が1機のH135を保有[7]。
- ヨルダン - 2024年時点で、ヨルダン空軍が11機のH135Mを保有[8]。
- モロッコ - 2024年時点で、モロッコ空軍が6機のH135Mを保有[9]。
- 日本 - 2015年時点で、海上自衛隊が練習機として15機のTH-135を保有[10]。
- スペイン - スペイン陸軍が16機を導入し、さらに2021年12月には海軍と空軍が18機を発注した[11]。
- タイ - タイ王国空軍の練習ヘリコプターとして2020年に6機のH135を発注し、2021年から受領開始[12]。タイ王国空軍では「タイプ13」と呼ばれている[12]。

## スペック（EC135 P2+/T2+）

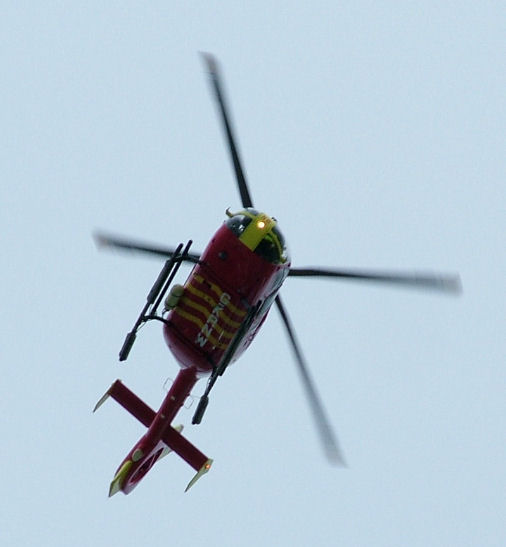
機体下面

出典: Eurocopter web site, Eurocopter EC135 2008 Tech Data book
諸元
- 乗員: 1名
- 定員: 最大7名または2名と患者2名
- 全長: 10.20m （33ft6in）
- 全高: 3.51m （11ft6in）
- ローター直径: 10.20m （33ft6in）
- 空虚重量: 1,455kg （3,208lb）
- 有効搭載量: 1,455kg （3,208lb）
- 最大離陸重量: 2,910kg （6,415lb）
- 動力: チュルボメカ アリウス2B2 または プラット・アンド・ホイットニー・カナダ PW206B ターボシャフト、アリウス 473kW/PW206 498kW （634/667軸馬力）   × 2

性能
- 超過禁止速度: 259km/h=M0.21 （140knots, 161mph）
- 巡航速度: 254km/h=M0.21 （137knots, 158mph）
- 航続距離: 635km （342nm, 393mi）
- 実用上昇限度: 3,045m （10,000ft）
- 上昇率: 1,500ft/min （7.62m/s）